# Каплин
Каплин (на руски: Каплин) е хутор в Кантемировски район на Воронежка област на Русия.
Влиза в състава на селището от селски тип Титаревское.

## Население
По данни от 2010 г. в хутора няма постоянни жители.

## Улици
- ул. Лесная.